# بيت عباس (أفلح اليمن)

تعديل مصدري - تعديل

بيت عباس هي إحدى قرى عزلة جياح بمديرية أفلح اليمن التابعة لمحافظة حجة، بلغ تعداد سكانها 431 نسمة حسب تعداد اليمن لعام 2004.